# Галлеки
Галлеки (лат. Gallaeci) — кельтский народ, обитавший на территории Галлеции — исторического региона, примерно соответствующего современной Галисии, северу Португалии и западу провинции Астурия — в эпоху железного века вплоть до римского завоевания. Они говорили на галлекском языке (одном из испано-кельтских языков).

## Археология
Археологически их культура является продолжением атлантического бронзового века (1300—700 г. до н. э.). В течение столетий на культуру галлеков оказали влияние сначала гальштатская культура, затем латенская культура.
На своей территории галлеки построили множество укреплённых посёлков-«кастро», в связи с чем археологи называют их культуру «культурой Кастро». Их покорил Октавиан Август в ходе Кантабрийских войн в 20-е годы до н. э., а в римский период они были ассимилированы с образованием галлеко-римской культуры. Галлекский язык был бесписьменным и был вскоре вытеснен вульгарной латынью.

## История
Галлеки были бесписьменным народом. Тем не менее, они упоминаются несколько раз греческими и римскими авторами, что позволяет реконструировать некоторые события их истории ещё до римского завоевания.
По свидетельству Силия Италика, известно, что между 218 и 201 годами до н. э., во время Второй Пунической войны, некоторые племена галлеков были вовлечены в войну в рядах карфагенян против римской армии Сципиона Африканского. Также Силий Италик добавил краткое описание войск галлеков и их своеобразной военной тактики:

[…] Fibrarum et pennae divinarumque sagacem flammarum misit dives Gallaecia pubem, barbara nunc patriis ululantem carmina linguis, nunc pedis alterno percussa verbere terra ad numerum resonas gaudentem plauder caetras […]

Богатая Галлеция направила свою молодёжь, владевшую искусством гадания по внутренностям животных, по перьям и огню — которые, выкрикивая варварскую песню на своём родном языке, отстукивали ногами по земле ритм своих танцев, пока она не затряслась, и аккомпанировали себе звоном щитов.

Первый военный конфликт между галлеками и римлянами, как пишет Аппиан, произошёл во время Лузитанской войны (155—139 годы до н. э.). В последний год войны (139 год до н. э.), обманутые лузитанским вождём Вириатом, войска Квинта Сервилия Цепиона разграбили несколько регионов, где обитали галлеки и веттоны. Атака на южных галлеков, вероятно, на территории современной северной Португалии (Алту-Дору), близ границы с веттонами, носила характер карательной экспедиции в связи с тем, что галлеки оказали помощь лузитанам.